# Maritime ord, udtryk og vendinger
Maritime ord, udtryk og vendinger er en ordforklarende liste over skibsterminologi.

## A
- AIS: Automatic Identification System er et maritimt radiosystem til automatisk identifikation af skibe og andre enheder i forbindelse med søfart. Systemet fungerer ved at fartøjer, som er udstyret med en AIS-radiotransponder med mellemrum udsender en digital radiobesked på et reserveret VHF-bånd.
- AAAA: er en meget udbredt forkortelse i shipping og står for "Always Accessible Always Afloat".
- Afdrift: er vindens påvirkning af et skibs styrede kurs. Vinklen mellem den styrede kurs og den sejlede kurs kaldes afdrift.
- Aflaster (sejl): Aflaster / ensretter Fald, ved at sørge for at tovet kun kan løbe en vej gennem aflasteren.
- Agter: hæk, er den bageste del af et skib/ fartøj
- Always Afloat or Safe Ground: benyttes i forbindelse med beskrivelsen af et skibs stand, når det er i havn.
- Anduve: At sejle imod noget, at anduve en kyst eller en havn. Termen anvendes også om en korttype; anduvningskort. Hvor man går fra oceankortene til besejlingskort.
- Anker: Kroglignende metalgenstand der griber fast i havbunden, og derved forhindrer skibet i at flytte sig
- Amningsmærker: er målemærker på et skibs for- og bagende, som angiver skibets dybde i vandet
- AAOSA: et akronym for Always Afloat or Safe Ground, se oven for.
- Aptering: fast indretning på skibet, oftest i forbindelse med beboelsesområderne om bord
- Aspirant: En elev, som er ved at uddanne sig til skibsofficer. I søværnet hedder en aspirant en kadet.
- Misvisning: Angiver vinklen mellem sand nord og magnetisk nord.

## B
- Bagbord: Venstre side af et fartøj, betragtet i skibets naturlige sejlretning.
- Bak: Løftet dæk forskibs. Oftest er her anbragt ankerspil, pullerter og fortøjningsgrej
- Bakke op: Rette mad an, servere mad.
- Baksmønstring: Stille op i rækker på dækket, klar til at modtage ordrer.
- Bakstørn: Ryde af efter et måltid, herunder vaske op eller gøre rent om læ. Begrebet benyttes også om den person, hvis tur det er at gøre dette.
- Ballast: En tungt materiale, for eksempel vand, sten eller bly, der tynger et skib og derved stabiliserer det.
- Banje: Et opholds- og soverum for besætningen. Denne bruges ofte også til skafning, og andre gøremål.
- Banke:
- Banke pæle: Vil sige, at stævnen, gerne i hårdt vejr, bliver løftet ud af vandet, når den så rammer tilbage i vandet kan der opstå ret kraftige rystelser gennem skibet.
- Bark:
- Barkentine:
- Barm: Forstærkning på sejlet, hvor skøde og fald er forankret.
- Bedding: En bådplads på en havn eller et værft på landjorden, hvor skibet kan bygges/repareres eller blot overvintre, modsat Dok, som er placeret i vandet
- Befaren Skibsassistent: Uddannet Skibsassistent med erfaring
- Bestiklukaf: Det rum (aflukke) i et skib hvor søkortskortarbejde, positionsberegninger og andre navigationsmæssige opgaver foregår
- Bidevind: Sejlskibe der sejler op imod vinden, men stadig får fremdrift.
- Bjærgemærs: En redningskrans
- Blok : se Taljeblok
- Blokkoefficient: Kassekoefficient (Cb) er en maritim konstruktionsparameter
- Bom: Den rundholt hvorpå undersiden af et sejl er fastgjort på en gaffel- eller bermudarig
- Bomnedhal: En anordning (typisk en talje), som forhindrer bommen i at løfte sig, men det formål at holde toppen af sejlet fladt
- Bomning: Når et skib drejer således at vinden skifter fra at blæse ind på den ene side af skibet, til den anden, og undervejs passerer agter
- Bomudhal: Et reb der fastholder sejlet til den yderste del af bommen
- Bov: Rundingen af skroget på begge sider af forstævnen
- Bove ud: Betegnelsen for at gøre et anker klar til at lade falde
- Bovspryd: Et spyd der sidder i forenden af skibet som gør skibet "længere" og muliggør et større sejlareal.
- Bramsejl: Det eller de sejl der sidder tredje nederst på en fuldrigger.
- Bras: Tov
- Brase:
- Bredde: Bredden (moulded) er den største tværskibs afstand midtskibs, målt på spanternes yderside. Den mouldede bredde anvendes til beregninger på skibet. Den unmouldede bredde er det bredeste sted målt på skibets beklædning.
- Bredfok:
- Brig:
- Brigantine:
- Bro: Styrehuset/kommandobroen på større skibe
- BRT, Bruttoregisterton: Et skibs målepligtige rumfang hvor der kan føres last inkl. alle mandskabsrum.
- Bunker: Brændstofbeholdning på et skib.
- Bøje:
- Bådshage: Et langt skaft, med en krog fastgjort i enden
- Bådsmand: En bådsmand er en matros der leder det praktiske arbejde på dækket, og som samarbejder direkte med overstyrmanden.
- Båke: Sømærke

## C
- Clipper: se Klipper
- Coaster:
- Cunninghamhal:

## D
- David: en slags kran, der oftest benyttes i forbindelse med redningsbåde
- Deplacement: et skibs fortrængte vandmasse
- Deviation: De magnetiske påvirkninger et skib påvirker et magnetkompas med. Størrelsen af deviationen ændrer sig som funktion af skibets kurs. Nogle skibe kan have så voldsomme deviationer, at de skal tages med i kursberegningerne, mens man helt kan se bort fra dem på andre skibsfartøjer. Der er et krav om, at alle skibe skal være udstyret med en deviationskurve, som mere eller mindre ligner en sinuskurve. Selvom man i dag bruger gyrokompas, skal alle skibe være udstyret med et magnetkompas, i tilfælde af elektronikken svigter.
- Dok:
- Drivanker: Nødanker til at stabilisere et fartøj i vanskeligt vejr
- Dræg: se Anker
- Duc d'Albe: Pæl i havnebasin.
- Duelighedsbevis for fritidssejlere:
- Dybgang: afstand fra et skibs vandlinje til underkanten af kølen
- Dybvandsmærker: se Amningsmærker
- DW, Dødvægt: er summen af nyttelast og brændstofbeholdning ved største tilladelige dybgang eller mindste tilladelige fribord
- Dæk: Dækket er skibets vandrette inddeling.
- Dæksdreng:
- Dørken: gulvet om læ (dvs. under dæk)

## E
- Essing:

## F
- Fald: det tov man bruger til at sætte et sejl med, der findes oftest flere fald på hvert sejl. En del af faldet kan være af wire.
- Faldereb: se også Landgangsbro
- Fender: Fast monteret eller løst komponent, som eksempelvis anvendes ved beskyttelse af en skibsside.
- Fiskekutter:
- Flodpram:
- Flynder: Forstærkning indsyet i et sejls faldbarm
- Fok: Forsejl, der ikke går længere bagud end sidevanterne.
- Fokkemast: forreste mast på et skib der fører råsejl, da største sejl på denne mast er fokken
- For: er den forreste del af et skib/ fartøj
- Foranker:
- Forankre: at kaste anker.
- Forhale: flytte båden fra et sted i havnen til et andet
- Forsejl: Det sejl der sidder foran masten.
- Forstængestagsejl:
- Fortøje: Binde skibet med trosser til havnens pullerter eller andet fast sted
- Fregat:
- Fribord: mål fra vandlinje til fribordsdæk
- Fribordsdæk:
- Frigang:
- Frølår: Aflaster formet som 'frølår'
- Fyr:
- Fyrskib:
- Færge:

## G
- Gaffel: gaflen (eller kloen) er den del af en gaffelrig der går ind og former en slags gaffel omkring masten, den giver sejlet mulighed for at dreje i forhold til vinden
- Gaffelfok:
- Gaffelsejl:
- Galease:
- Galeon:
- Genua: Et forsejl, der er så stort at det går længere bagud end sidevanterne.
- Glas:
- Gnist: andet navn for Telegrafist , den der telegraferer, se Telegrafi
- Gummibåd:
- Guntersejl:
- Gøs:

## H
- Halsbarm:
- Hangarskib:
- Havnefoged:
- Havnekendingsnummer
- Havkrydser: betegnelse for robust, søgående sejlfartøj
- Hjuldamper:
- Hoveddimension (skib): et skibs hovedparametre
- Hæk: Bagenden af et skib

## I
- Indhal:
- Isbryder:

## J
- Jager:
- Jagt:
- Jolle:
- Jungmand:

## K
- Kabelarhjul:
- Kabys: køkkenet på et skib
- Kahyt: beboelsesrum
- Kalfatring: ved træbåde og træskibe tætning af sammenføjningen af skibsplanker i skrog og på dæk med tjære og hampesnor eller lign.
- Kaplak: et bonustillæg til et skibs fører.
- Kapsejlads:
- Kaptajn:
- Karabinhage:
- Karavel:
- Katamaran:
- Ketch: Et sejlskib med 2 master, hvor stormasten er placeret forrest og mesan masten er placeret foran for rorstammen.
- Kicking strap: se Bomnedhal
- Klabautermanden:
- Klipperstævn er en konveks forstævn, der i Danmark fortrinsvis brugtes til større sejlskibe.
- Klinkbygning: byggemetode hvor plankerne overlapper hinanden, oftest brugt til mindre fartøjer
- Klo:
- Klys' eller klyds: beslag af form som en kæbe med 2 flanger, hvori fortøjningen lægges
- Klyver:
- Klyverbom: forlængelse af bovsprydet, denne holder klyveren, jageren, og flying jib'en
- Knob: Fartmål for sømil / time. Udtrykket stammer fra gammel tid, hvor skibene havde et tov med et drivanker i enden og knob bundet langs tovet med et fast mellemrum. Man målte da hastigheden ved at tælle antallet af knob over en bestemt tid.
- Koffardiskib:
- Kogge:
- Kok:
- Kommandobro: Styrehuset/"broen" på større skibe.
- Kompas: Navigationsudstyr der viser hvilken kurs båden peger.
- Kompasafmærkning: Sømærke
- Korvet:
- Kost:
- Kuttendækker:
- Kovending: Vending med sejlbåd, modsat stagvending
- Koøje: cirkelformet vindue på, under, eller lige over vandlinjen
- Kravelbygning: byggemetode hvor plankerne ligger kant mod kant dette giver et meget glat og lige skrog
- Kryds (maritim): i forbindelse med fortøjning
- Krydse: At sejl imod vinden (skråt på vinden - man kan ikke sejle direkte imod vinden med sejl).
- Krydser:
- Krydstogtsskib: Et skib med (udover besætningen) passagerer på krydstogt, dvs. krydser havene. Flytrafikken erstatter de (oceangående) passagerskibe, er et krydstogtsskib (eng.: a sea cruiser) Et passagerskib, hvor passagererne er turister på krydstogt. Et krydsstogtskib er et flydende hotel i form af et højhus monteret på et jernskrog, til sejlads navnlig sejler mellem havne der er turistdistinktioner og med korte ophold ved hver destination. Slutddestinationen er den samme som udgangsdestinationen, det vil sige at sejladsen er et mål i sig selv krydstogt-turisme. Sejler efter forudbestemt rute (sejlplan), herunder trænger dybt ind i f.eks. maleriske norske fjorde. Afløseren for de gamle (evt. oceangående) passagerskibe (passagerdampere). Et krydstogtskib er ofte i gevaldige dimensioner og i mange rentable etager over vandlinjen. (eng.: a sea cruiser)
- Kutter: var oprindelig et mindre sejlskib med kun en mast. Hovedsejlene er gaffelsejl og topsejl. Har desuden tre forsejl: fok, klyver og jager. En kutter er desuden en betegnelse for et lille (motorfremdreven) fiskefartøj.
- Kvejle: ordne tove/reb, så de ligger pænt i ringe/spiraler på dækket
- Køje: soveplads i form af skibsbriks, i kahyt eller andet steds. At gå til køjs: at lægge sig for at gå til ro
- Køl: nederste del af skibets skrog, som forløber i hele skibets længde
- Kølbåd: En båd med en fast køl.
- Kølsvin: den nederste synlige planke der løber fra for til agter

## L
- Landmærke: Pejlemærke på land
- Landgangsbro: se også Faldereb
- Lanterne (signallygte): Lampe, hvori skibets skibslys føres i henhold til Søvejsreglerne
- Latinersejl:
- Lejder: stige eller trappe på skib
- Letmatros:
- Lig: Kanterne på et flag eller sejl. For-, under- og agterlig.
- Lods:
- Losse: udtage ladning fra et skib. Modsat laste.
- Luffe: At presse en båd imod vindøjet - båden der bliver luffet ligger til luv af den båd der luffer, der ligger til læ.
- Luftpudebåd:
- Luge: Åbning i skibsdæk.
- Lukaf: Kahyt
- Luv: vindside på skibet, modsat læ.
- Luvgirig: Når båden selv søger imod luv - man skal kontrastyre for at undgå det.
- Lystønde: sømærke
- Læ: modsat luv (vindside), eller ophold i skibets indre.
- Lægirig: Når båden selv søger imod læ - man skal kontrastyre for at undgå det.
- Længde pp: Længden mellem perpendikulærerne måles som afstanden i konstruktionsvandlinjen mellem agterkant af forstævn og forkant af agterstævn (rorstævn) eller ved krydserhæk til rorstammens akse.
- Løjgang: En tværskibs skinne, tov eller anden anordning på et sejlskib hvorpå et sejls skøde er fastgjort så skødepunktet let kan flyttes
- Låring: Den del af skibet der ligger imellem Bælgen (midten) og Hækken (agterste del af skibet)

## M
- Maskinassistent: Maskinmesterens assistent
- Maskinmester:
- Mast: oprejst rundholt der holder sejlene
- Matros:
- Merlespiger: værktøj, bl.a. til rebarbejde
- Messe: Opholds- og spiserum
- Mesanmast: agterste mast på et gaffelrigget skib
- Mesansejl:
- Minestryger:
- Mærssejl:

## N
- Navigatør: den der navigerer
- Nedhal: se også Cunninghamhal
- NRT: Nettoregisterton – måleenhed.

## O
- Omsvajningspæl:

## P
- Pagaj: "åre" til kano eller kajak
- Pig: et (ofte trekantet) rum i enderne af et skib, forpiggen eller agterpiggen, afledt af det engelske peak
- Plimsoll-mærke: Fribords-mærke.
- Prædikestol:
- Pøs: Spand, der anvendes til at øse med.
- Pullert: kort tyk pæl til at fastgøre trosser til.
- Purre: At vække nogen

## Q
- Registerton: (=100 engelske kubikfod ca.= 2,83 m3) – måleenhed.

## R
- Redningsbåd:
- Redningsflåde:
- Redningskrans:
- Redningsvest:
- Registerton: (=100 engelske kubikfod ca.= 2,83 m3) – måleenhed.
- Rigning: hele det system af tov, blokke og rundholter der holder sejlene
- Ror:
- Rorgænger: den der betjener styret / roret på skibet. Underlagt Styrmanden
- Rundholt: Et aflangt stykke træ, som er tilvirket så det er rundt i hele sin længde. Master, bomme og ræer er eksempler på rundholter
- Ræling: den øverste del af siden på en båd eller et skib. Det er som oftest i form af en række pæle, med enten wire, tov eller faste stænger imellem pælene.
- Røstjern: Et beslag hvorved vanterne (se vant) fastgøres til bådens skrog
- Rå: tværliggende rundholt, som holder råsejl
- Råsejl:

## S
- Salingshorn: En del af riggen på et sejlskib. En stiver af træ eller metal, der bruges til at støtte vanterne og giver dem bedre retning
- Sejl:
- Sejlpind:
- Sekstant:
- Signalflag:
- Skanseværn: Samme princip som ræling, men skanseværn er udgjort af faste plader og findes som regel omkring bakken på større skibe.
- Skibsassistent:
- Skibstypeforkortelser:
- Skibstømrer:
- Skidtpøs: Skraldespand, se pøs
- Skonnert:
- Skot: Lodret rumadskillelse, 'væg'.
- Skrog: yderste del af skibets konstruktion
- Skrue:
- Skydepram: Jægerbåd
- Skæv sø:
- Skøde: Et tov eller talje, som er fastgjort i et sejl, for at kunne trimme sejlet i forhold til vinden og dermed opnå fremdrift
- Skålninger: Ribber - sædvanligvis af træ - der sidder ca. halvvejs oppe, rundt om masten på større sejlskibe (galeaser, skonnerter) for at beskytte mod gnavning fra pik'ens (fr. pique=spids) klo. Pik'en er den øverste bom, der i en ca. 45 graders vinkel opad udspænder sejlet på et gaffelrigget skib. Ind imod masten sidder der en klo, og det er denne, der så får lov til at slide på skålningerne til fordel for selve masten
- Slagskib:
- Smakke:
- Spant: Bjælker som afstiver et skibs eller en båds yderklædning. Spanter er oftest anbragt tværskibs med korte mellemrum
- Speedbåd:
- Spidsgatter:
- Spinnaker: Asymmetrisk Spiler
- Spiler: Sejl, der anvendes når man sejler med vinden. Typisk ligner det et udsnit af en kugle og hænger højt i masten og rækker ud over spidsen af båden. Faconen på spileren gør, at den ikke kan anvendes til at sejle imod vinden.
- Sprydsejl:
- Spygat: En åbning i et skibs fribord, der tillader at vand kan løbe af dækket
- Stag: En wire eller tov, der støtter en mast i langskibs retning
- Stagfok: fok beregnet til at sidde på stagene, se stagsejl
- Stagsejl:
- Stagvending: Vending med sejlbåd, mods. kovending
- Stang:
- Storsejl:
- Styrbord: højre side af et fartøj, betragtet bagfra.
- Styrehus: overbygning på skib hvorfra det styres
- Styreåre:
- Styrmand:
- Stævn: En stævn er i skibsterminologi betegnelsen for skibets forende.
- Supertanker: generelt tankskibe over 100.000tons DW, VLCC og over 300.000ULCC
- Svanehals: Beslaget der holder bommen på masten.
- sværd: se også sænkekøl
- sænkekøl: se også sværd
- Søfartsregler:
- Søkort:
- Sømand:
- Sømil:1.852 meter
- Sømærke: Pejlemærke til søs

## T
- Takkelage:
- Taljeblok: Talje, blok. En klods af træ eller metal, med et eller flere hjul i midten, hvorigennem tovværk eller wire kan føres
- Tallboy: se Fok
- Tankskib: specialskib indrettet til transport af flydende ladninger
- Telegrafist: den der telegraferer
- Ters: lige eller konisk træ- eller jernstang til at fortøje en trosse til en fortøjningsring, 'tværstang'.
- Tofte (maritim): planke på tværs af båden, "bænk" i f.eks. en jolle.
- Tonnage: måleenhed.
- Topsejl:
- Torpedojager:
- Trawler: Fiskefartøj
- Travalje: , Solid åben spidsgattet robåd
- Trim: Indstilling af rig og skøder, der får båden til at sejle fremad. Et godt trim er når båden sejler godt. Sejler man med et dårligt trim må man "trimme om" og få båden til at sejle bedre.
- Trimaran: En båd med tre skrog.
- Trosse:
- Tværs: plan vinkelret på bådens diametralplan (midterlinie)
- Tømmerflåde:
- Tørdok:

## U
- Ubefaren Skibsassistent: Uddannet Skibsassistent uden erfaring
- Underdørken: loftet (undersiden af dørken på dækket ovenover)
- Undervandsbåd:

## V
- Vager:
- Vant: En wire eller tov, der støtter en mast i tværskibs retning
- Vikingeskib:
- Værft:
- Vævling

## X
Tekst mangler, hjælp os med at skrive teksten

## Y
- Yacht:
- Yachtskipper:
- Yawl:

## Zest, zoom - jolletyper
Tekst mangler, hjælp os med at skrive teksten

## Æ
Tekst mangler, hjælp os med at skrive teksten

## Ø
- Øse, bruges til at tømme en mindre båd for vand

## Å
- Åre:

## Eksterne kilder og henvisninger